# هافنکیتی
هافن سیتی (به آلمانی: Hamburg-HafenCity) یک منطقهٔ مسکونی در شهر هامبورگ، آلمان است که در Hamburg-Mitte واقع شده‌است. هافنکیتی ۲٫۴ کیلومتر مربع مساحت و ۱٬۹۱۴ نفر جمعیت دارد و ۸ متر بالاتر از سطح دریا واقع شده‌است.

## نگارخانه

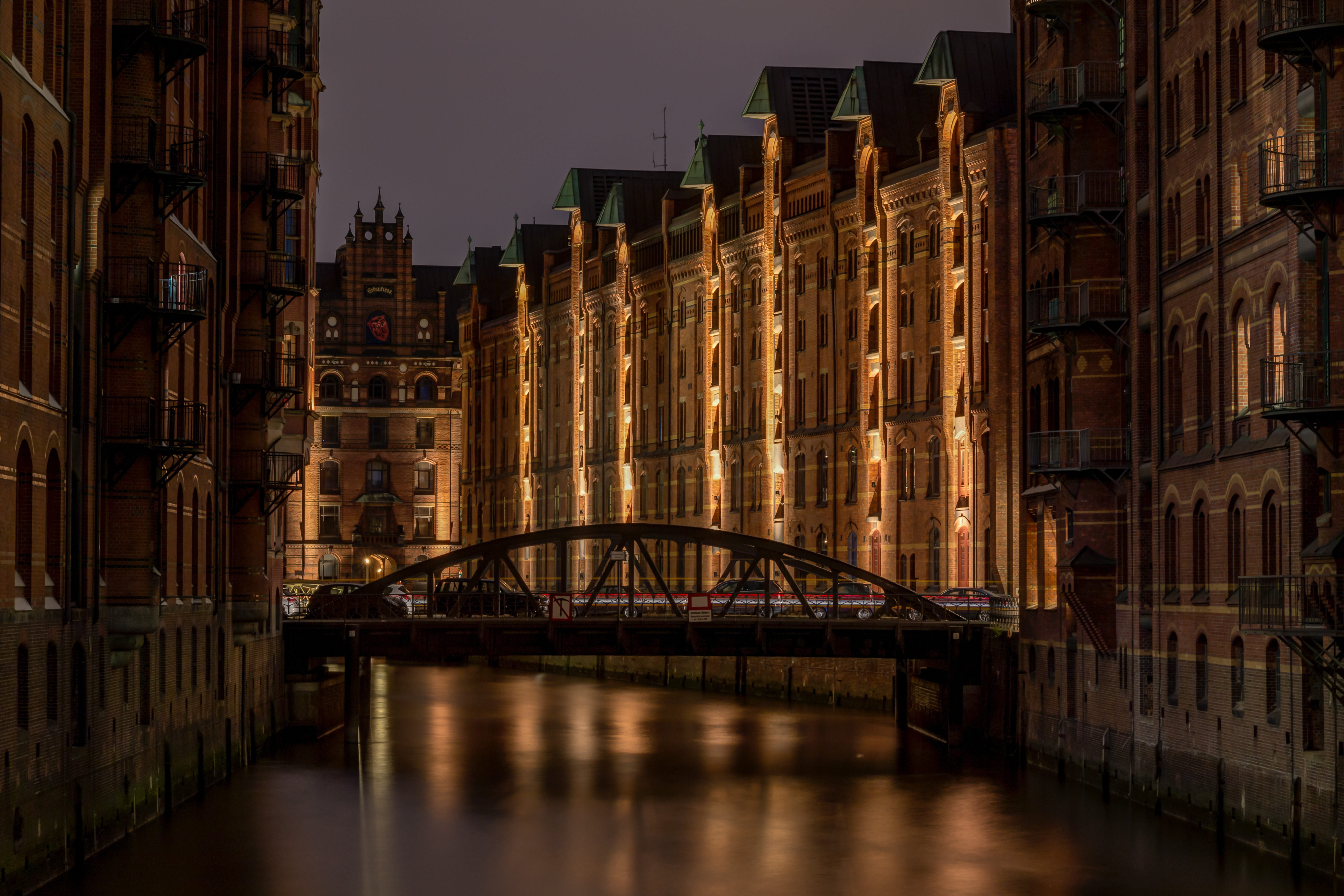
نگاره‌ای در شب از گذر رود البه از میان منطقهٔ هافنکیتی
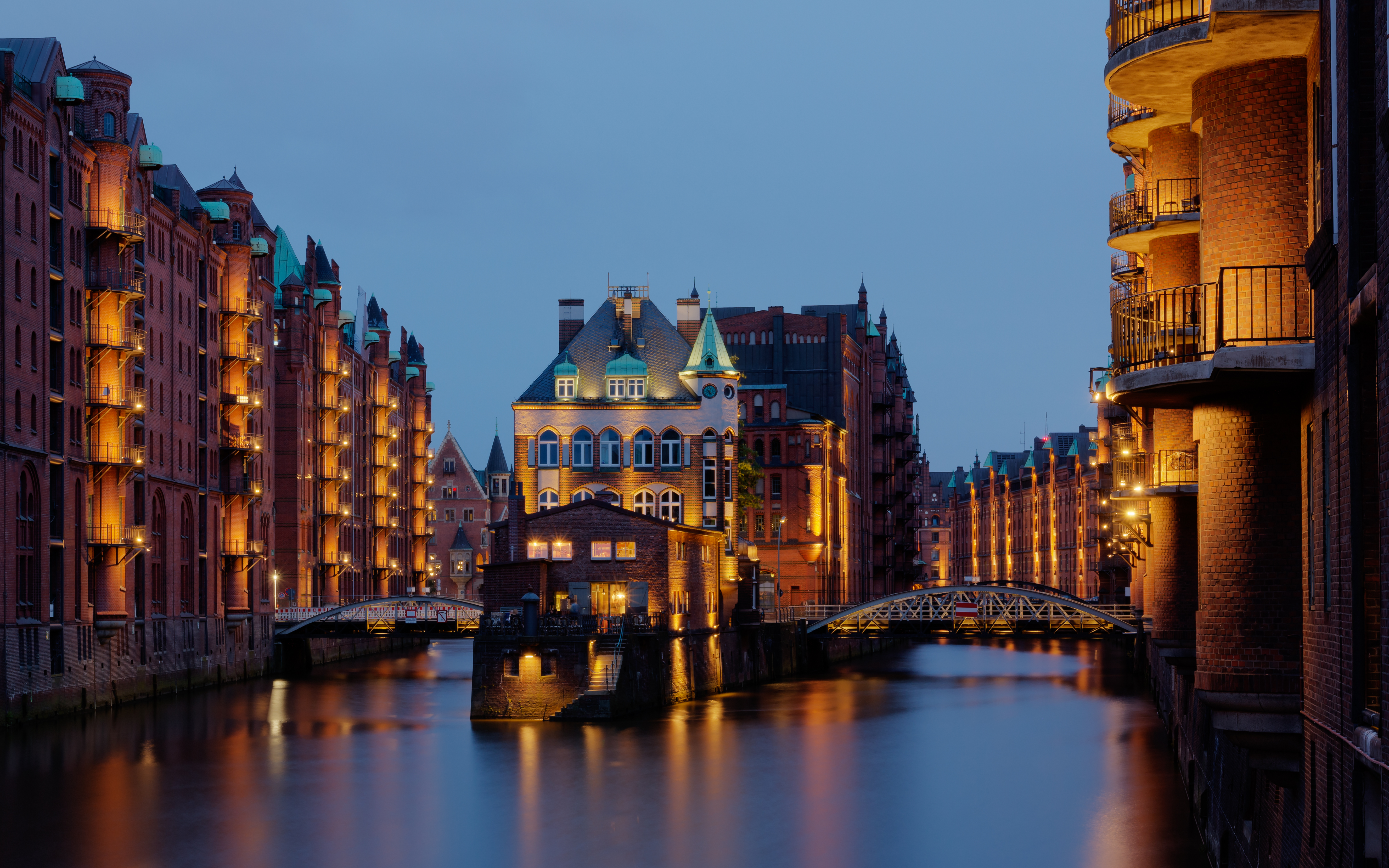
نگاره‌ای در شب از گذر رود البه از میان منطقهٔ هافنکیتی